# Lázaro Pérez Jiménez
Lázaro Pérez Jiménez (ur. 9 września 1943 w Tizimín, zm. 25 października 2009) – meksykański duchowny katolicki, biskup Celaya w latach 2003-2009.

## Życiorys
Święcenia kapłańskie przyjął 21 września 1968 i został inkardynowany do archidiecezji jukatańskiej. Pracował m.in. jako wykładowca na uczelniach w Jukatanie i Meksyku, był także asystentem diecezjalnym Ruchu Rodzin Chrześcijańskich oraz obrońcą węzła w sądzie biskupim.
15 maja 1991 papież Jan Paweł II mianował go biskupem Autlán. Sakry biskupiej udzielił mu 29 czerwca tegoż roku abp Girolamo Prigione.
26 lipca 2003 został mianowany biskupem Celaya.
Zmarł na atak serca 25 października 2009.